# Petr Škarabela
Petr Škarabela (* 24. November 1967 in Frýdek-Místek) ist ein ehemaliger tschechischer Fußballspieler und derzeitiger Trainer.

## Laufbahn
Škarabela wechselte 1993 nach Deutschland zum SSV Ulm 1846. Mit dem Verein erreichte er 1994 die Qualifikation für die neu geschaffene Regionalliga. 1994 und 1995 konnte er mit dem Verein den Gewinn des WFV-Pokals feiern. 1995 wechselte er für ein Jahr zu Fotbal Třinec in die zweite tschechische Liga, ehe er nach Ulm zurückkehrte.
1997 ging Škarabela zur SpVgg Greuther Fürth in die 2. Bundesliga. Mit dem Verein wurde er dreimal Fünfter. Am 17. August 2001 bestritt er gegen den SSV Reutlingen sein letztes Pflichtspiel und fiel dann lange Zeit verletzt aus.
In der Winterpause der Saison 2002/03 wechselte Škarabela zum SV Gutenstetten in die Kreisliga. Ab Sommer 2003 war er als Spielertrainer beim Landesligisten TSV Neustadt/Aisch tätig. Im August 2005 zog sich Škarabela im Spiel gegen die SpVgg Weiden einen Achillessehnenriss zu, als er im Rasen hängenblieb. Im Frühjahr 2006 wurde er entlassen. Danach trainierte er die U-19 Junioren des FSV Erlangen-Bruck. In der Saison 2007/2008 war er Trainer des Bezirksoberligisten SG Quelle Fürth. Nachdem er mit der Mannschaft in die Landesliga Mitte aufgestiegen war, wechselte er zum FC Amberg.
Von 2008 bis 2010 trainierte Škarabela den FC Amberg in der Landesliga Mitte Bayern, wo er mit der Mannschaft den 9. und 10. Platz belegte, im September 2010 wurde er wieder Trainer beim TSV Neustadt/Aisch. Am 1. Juli 2012 übernahm Škarabela das Traineramt beim FC Eintracht Bamberg. Im März 2013 wurde er von den Bambergern entlassen. Von Juni 2016 bis April 2018 trainierte er den in der Landesliga Bayern spielenden Klub TSV Abtswind.

## Erwähnenswertes
Škarabela ist Diplom-Betriebswirt. Mit seinem ehemaligen Mannschaftskameraden Mirko Reichel betreibt er eine Fußballschule in Neustadt an der Aisch.